# 遊歩公園
遊歩公園（ゆうほこうえん）は、大分県大分市の中心部にある都市公園（緑道）である。

## 概要
かつて府内城があった城址公園から南に向かう都市計画道路県庁前古国府線（通称遊歩公園通り又は大手通り）の中央に延びる長さ約400m、幅約10mの南北に細長い公園である。遊歩道に沿って、朝倉文夫や北村西望らによる十数体の彫刻、記念碑が点在する。中世の府内（現在の大分市）に開花した南蛮文化を記念するものも多い。
公園のある通りは、北端で国道197号（昭和通り）、南端で国道10号（産業通り）に通じており、自動車の通行量は比較的多い。府内五番街商店街、サンサン通り、ポルトソール商店街の東端にもあたる。また、本公園は北西端で大手公園と隣接する。
1951年（昭和26年）3月31日に開園。1962年（昭和37年）に南側の大分市立金池小学校前付近が延長された。
1993年（平成5年）に開始された大分市の公園リフレッシュ事業では、ふないアクアパーク、ジャングル公園、若草公園に次いで、本公園を隣接する大手公園と一体に整備する計画とされていた。その後、2010年（平成22年）には、南側約200ｍについて、通行改善のため、公園の一部と歩道橋を撤去する工事が行われたものの、総合的な再整備は行われておらず、2012年（平成24年）8月9日に開催された第9回大分都心南北軸整備に関する意見交換会の資料では、本公園の再整備は、概ね10年以内に着手又は事業化する中期事業と位置づけられている。
大分駅再開発に伴い、駅前に大友義鎮（宗麟）のもとで南蛮文化を受容した時代を表す像を集める構想があり、その一環として本公園内にある西洋劇発祥記念碑、育児院と牛乳の記念碑、伊東ドン・マンショ像、西洋医術発祥記念像を府内中央口（北口）駅前広場に移設する案があった。しかし、2015年（平成27年）3月21日にオープンした府内中央口（北口）駅前広場には以前からあった大友宗麟像に加えて、新たに制作されたザビエル像が設置され、本公園の像の移設は行われなかった。

## 遊歩公園の彫刻・記念碑
遊歩公園内にある彫刻・記念碑について、北から南の順で説明する。聖フランシスコ・ザビエル像及び西洋音楽発祥記念像は厳密には遊歩公園内にはないが、ほぼ同軸上にあるため併せて説明する。

聖フランシスコ・ザビエル像
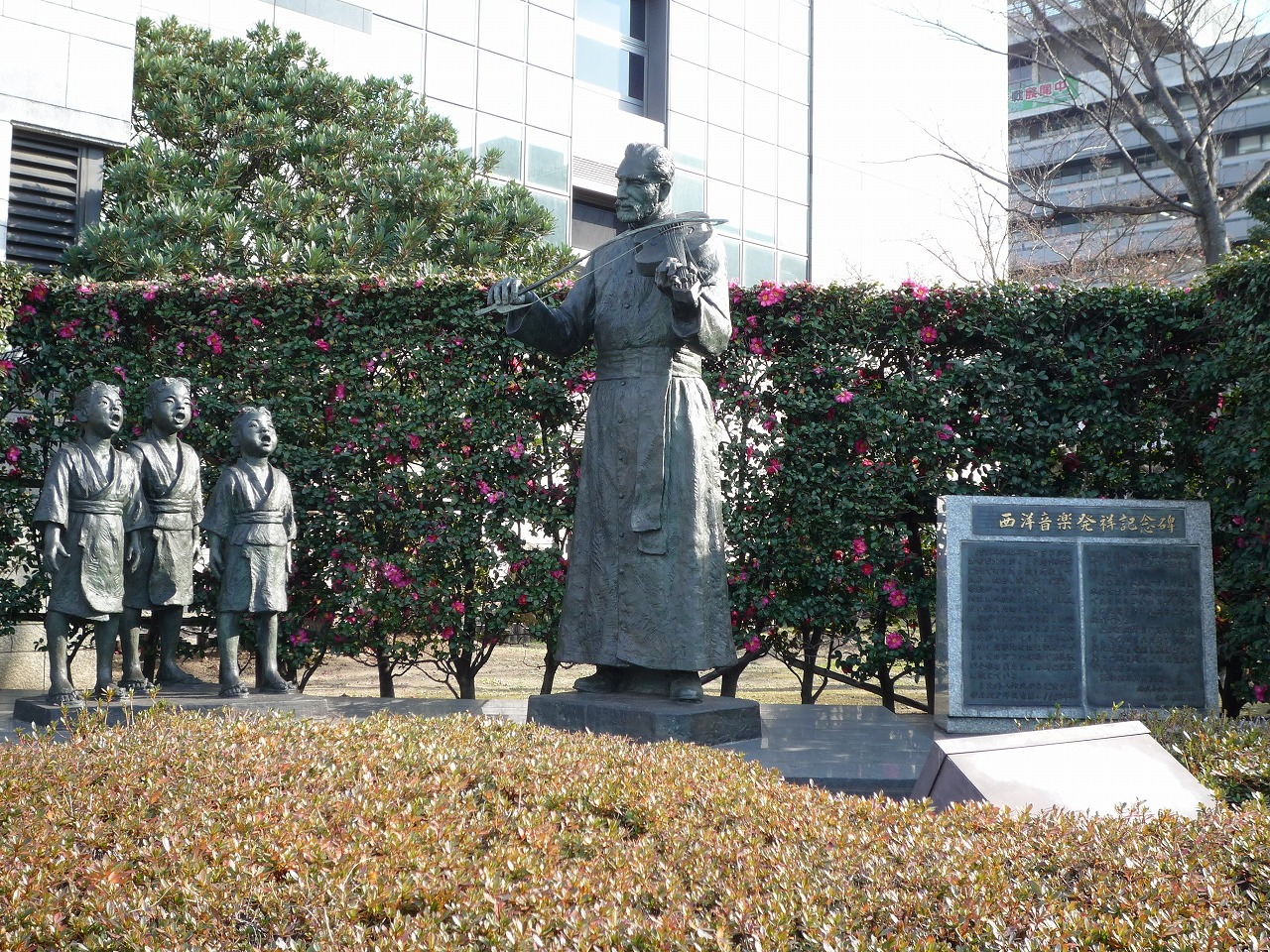
西洋音楽発祥記念像
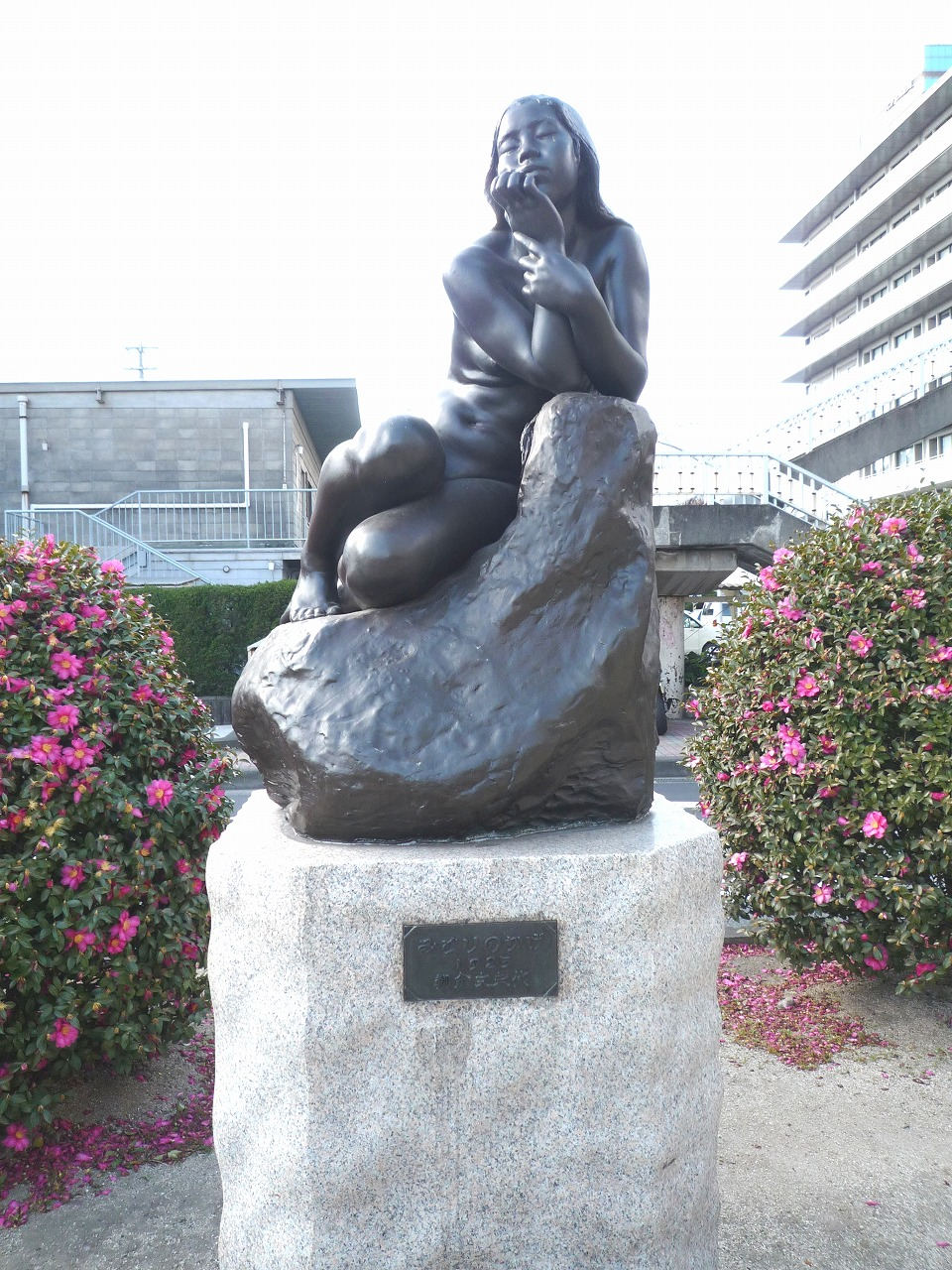
みどりのかげ
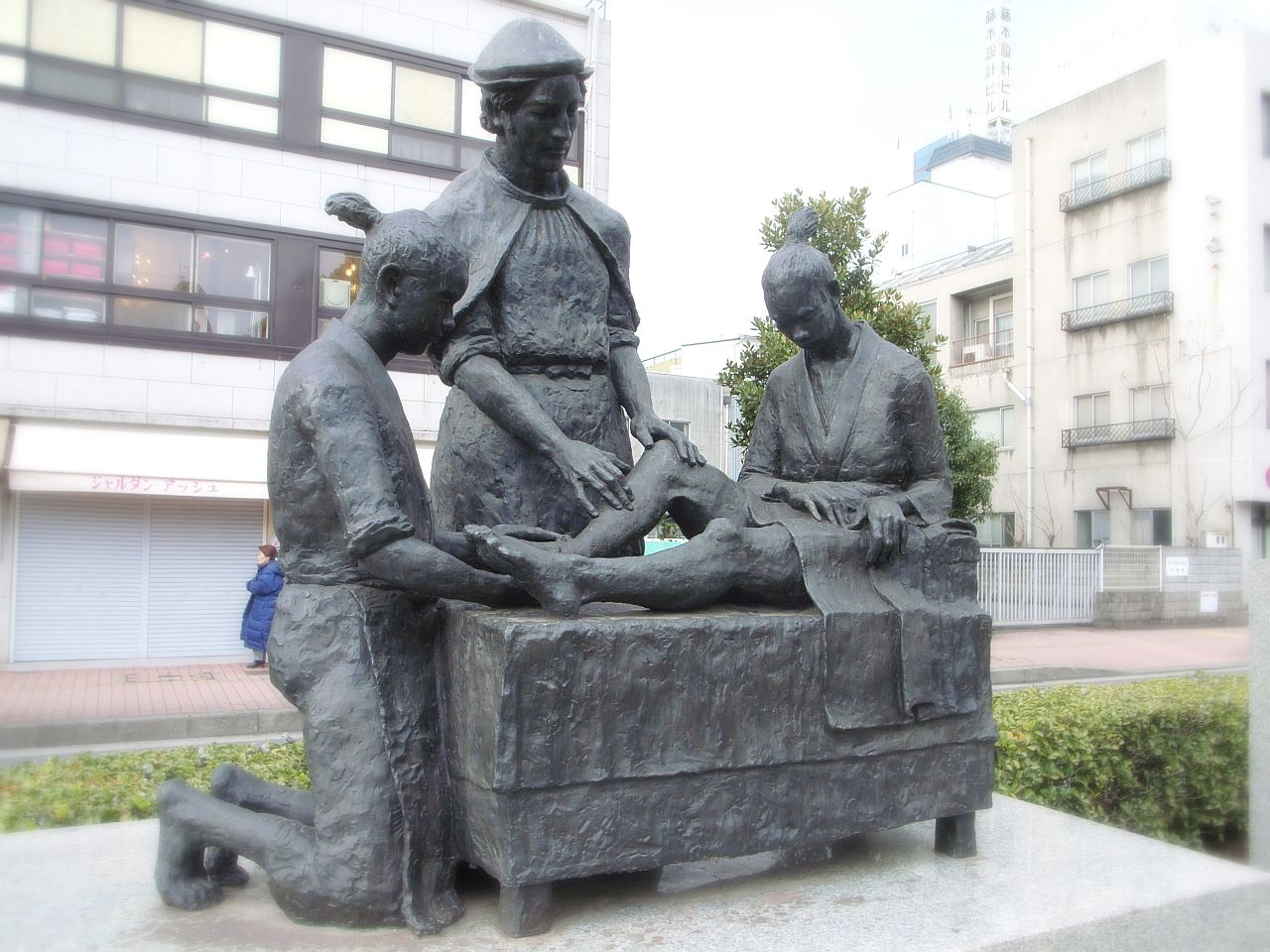
西洋医術発祥記念像
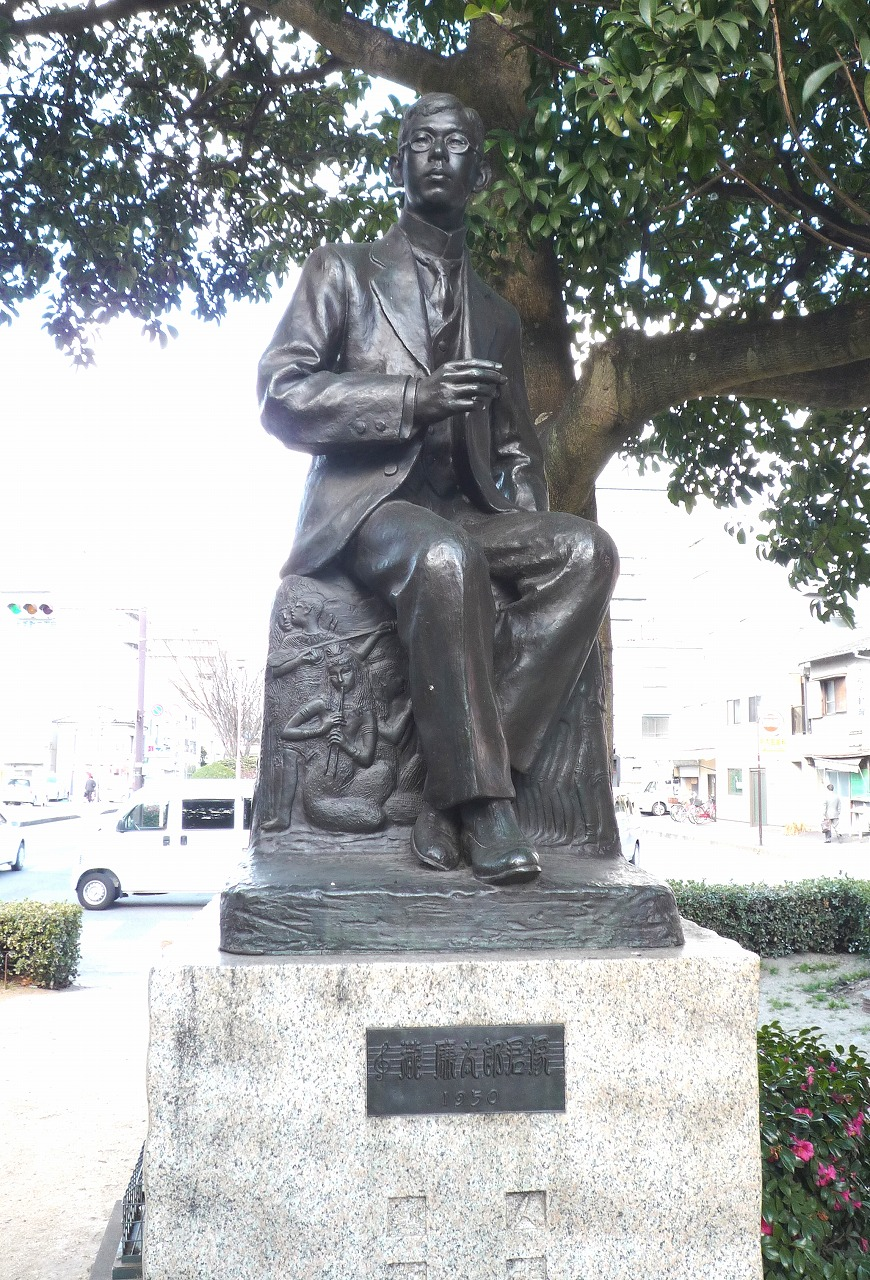
瀧廉太郎君像
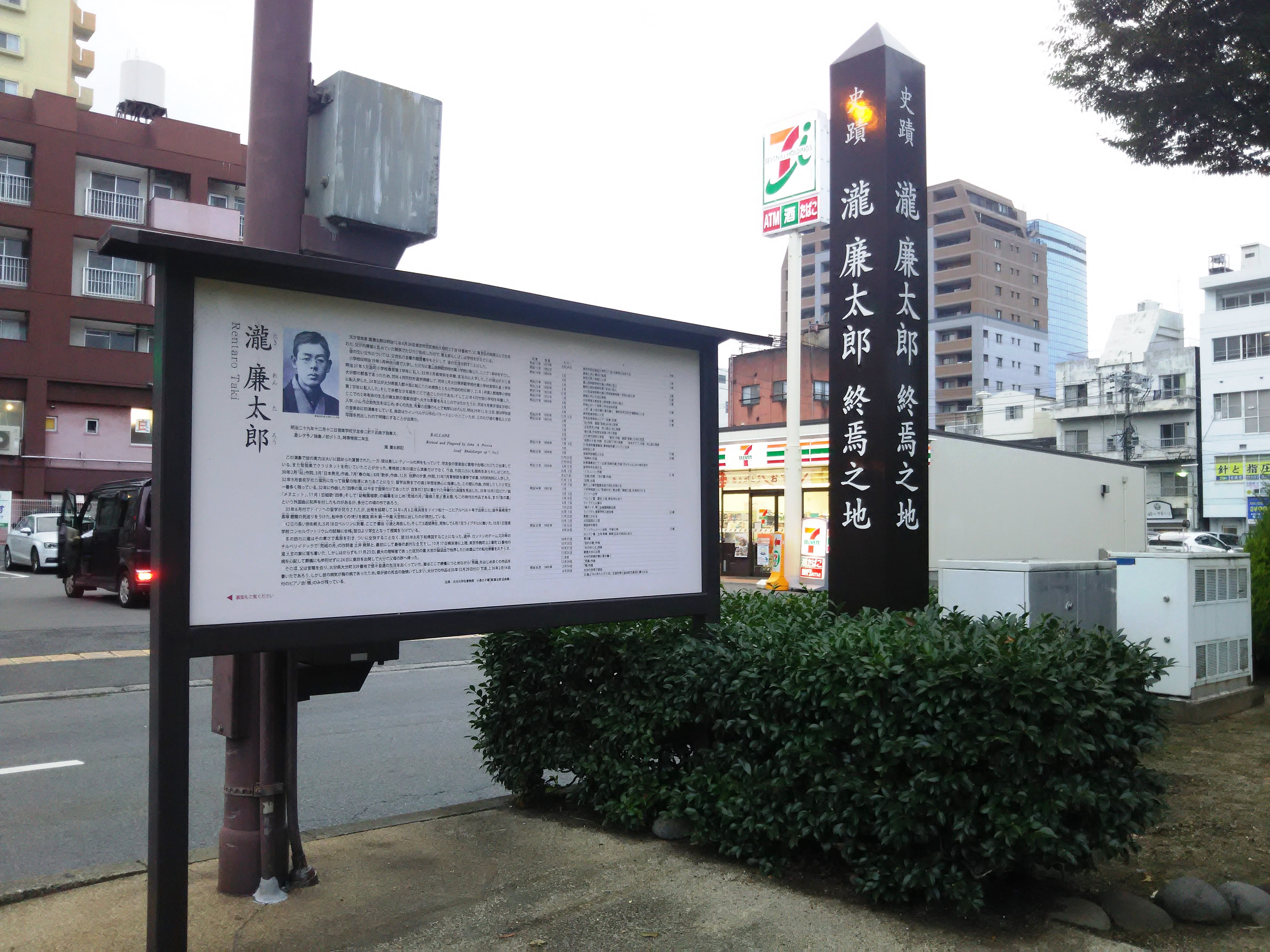
史蹟 瀧廉太郎 終焉之地
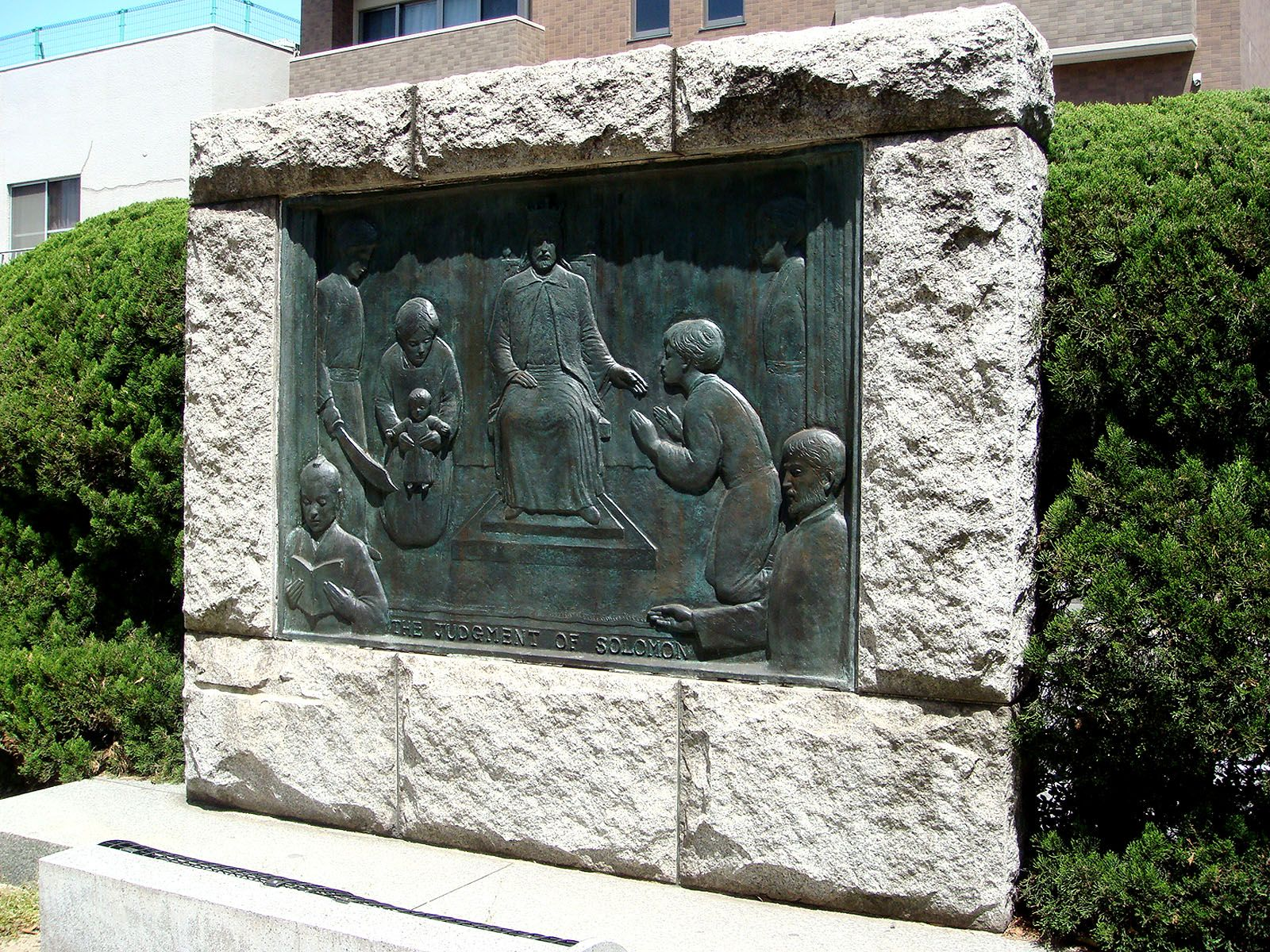
西洋劇発祥記念碑
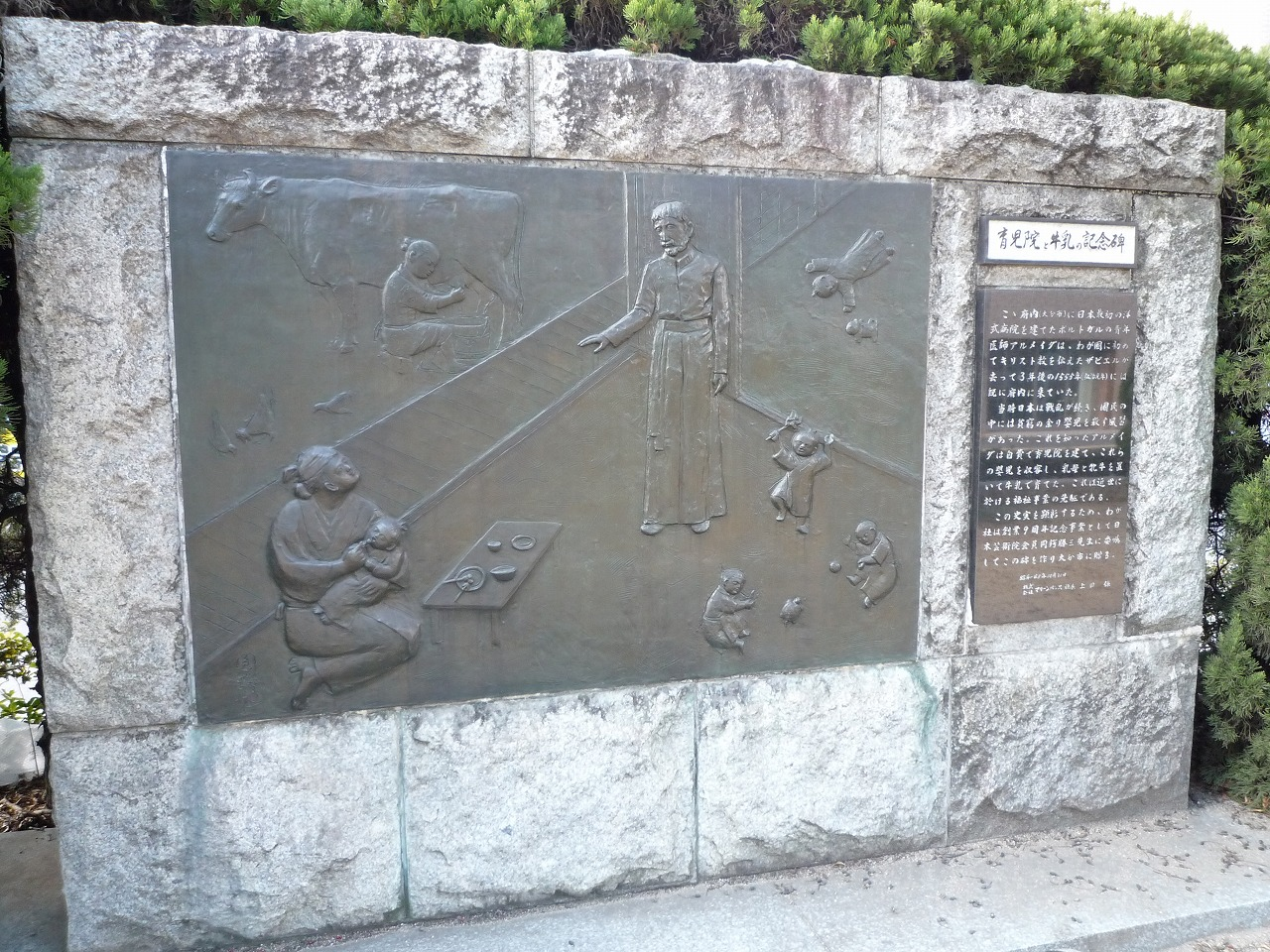
育児院と牛乳の記念碑
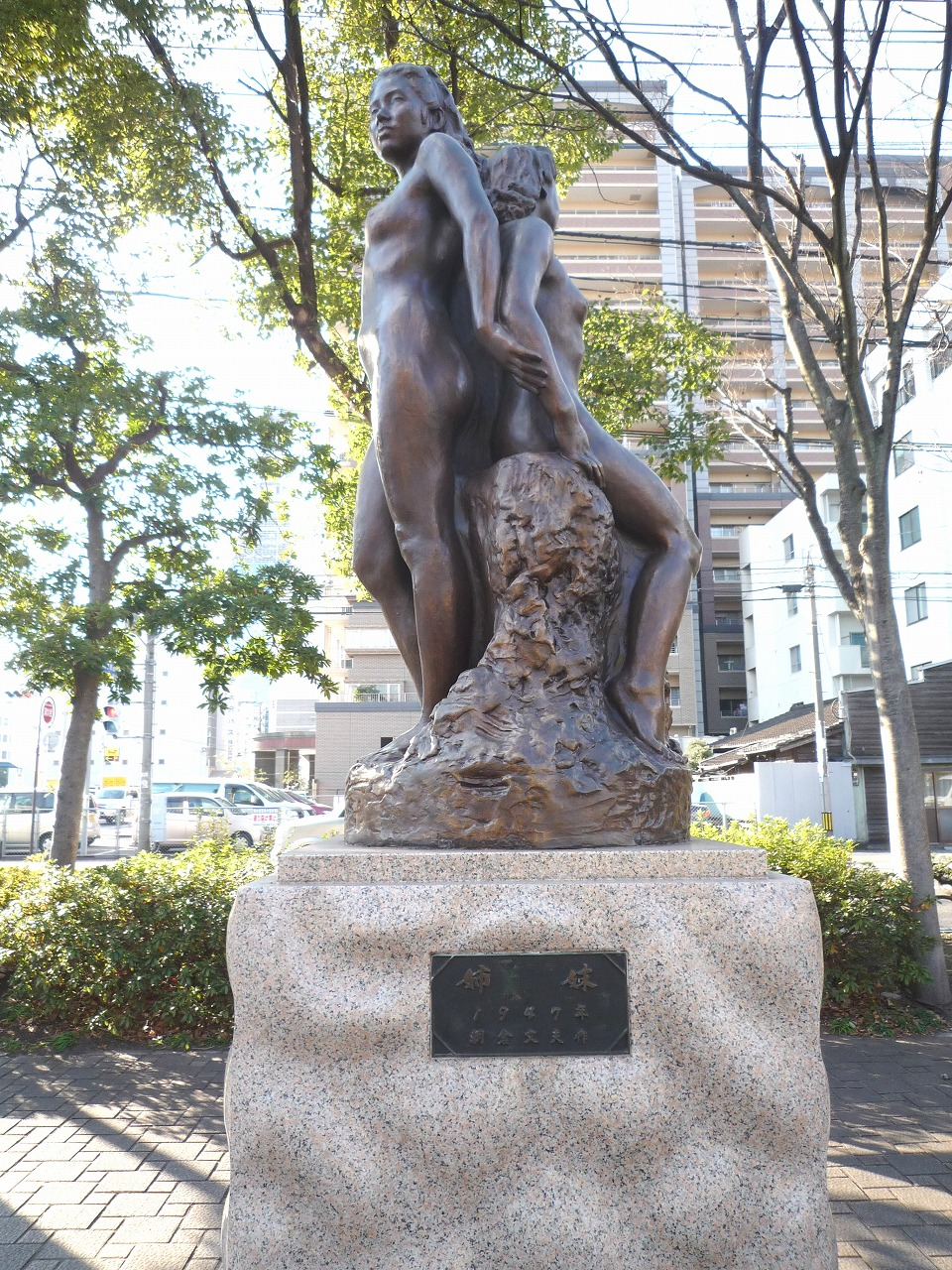
姉妹

聖フランシスコ・ザビエル像
1551年に府内を訪れてキリスト教の布教を行ったフランシスコ・ザビエルの彫像。彫刻家佐藤忠良の作品で、1969年に設置。日本までの航路を示した世界地図を背景に、左手に十字架を持ち、右手を掲げたザビエルが描写されている。厳密には遊歩公園内ではなく、公園北端の交差点の南西側角の大手公園内にある。
西洋音楽発祥記念像
1557年に聖歌隊により賛美歌が合唱され、外国人神父からビオラを学んだ少年達が1562年7月に大友宗麟の前で演奏するなど、府内に西洋音楽が伝えられたことを記念する彫像。彫刻家富永直樹の作品で、1971年設置。神父がビオラを演奏する様子を描写している。厳密には遊歩公園内ではなく、公園北端の交差点の南東側角地の大分県庁前広場にある。
伊東ドン・マンショ像
天正遣欧少年使節の主席正使で、豊後の大友宗麟の名代としてローマに派遣された伊東マンショの像。長崎市の平和祈念像で知られる彫刻家北村西望による作品で1975年設置。洋装し、馬にまたがる伊東マンショを表している。
みどりのかげ
大分県出身の彫刻家朝倉文夫による彫像で、あごに手を当てて思いに耽る裸婦を描写している。1925年の作品で、朝倉文夫から大分県に寄贈されたものである。
健ちゃん像
北村西望による少年像で、大きな探検帽をかぶった少年のおどけた様子を描写している。1917年の作品で、第2回日展への出品作。
西洋医術発祥記念像
1557年に日本で初めての西洋式の病院が府内に開かれ、西洋式外科手術が行われたことを記念する像。病院を開いたポルトガル人医師ルイス・デ・アルメイダが日本人助手とともに外科手術を始めようとする様子を表している。彫刻家古賀忠雄による作品で1972年設置。
瀧廉太郎君像
大分県出身の作曲家瀧廉太郎の像。朝倉文夫による1950年の作品である。朝倉は竹田高等小学校での滝の3年後輩であり、像の下部には廉太郎との関わりを記した朝倉自筆の文が刻まれている。遊歩公園は瀧廉太郎の終焉の地でもあり、その地を示す標柱も立てられている。
西洋劇発祥記念碑
1560年のクリスマスに府内で西洋式の演劇が初めて行われたことを記念する彫像。その際に演じられたとされる『ソロモンの裁判を願った二人の婦人』（ソロモン王が、自分が母親だと主張する2人の婦人に子供を引っ張らせ、先に手を離した方を母親と認めたという逸話）の場面をモチーフにしている。彫刻家舟越保武による1949年の作品で、1974年設置。
育児院と牛乳の記念碑
アルメイダによって府内に育児院が建てられたこと、及び、育児院で牛乳が飲用されたことを記念する彫像。アルメイダを中心に、乳母と乳児、乳牛を配している。彫刻家圓鍔勝三による作品で、1973年設置。
姉妹
朝倉文夫による姉妹像。1947年の作品で、背中合わせに立つ2体の裸婦の像である。